# Пурпурен салеп
Пурпурният салеп (Orchis purpurea) е вид тревисто растение от семейство Салепови (Orchidaceae).

## Описание
Многогодишно тревисто растение с височина 30 – 85 см. Стъблата са оцветени в пурпурен цвят в горната си част. Шпората е къса, цилиндрична, насочена надолу.

## Разпространение
В България се среща в цялата страна.